# 音楽の旅はるか
『音楽の旅はるか』（おんがくのたびはるか）は、1980年10月5日から1984年9月30日まで、毎日放送が製作し、TBSテレビ系列局で全国ネット放送されていた、音楽を題材にした、ステレオ放送の紀行番組である。全204回。日本石油（現・ENEOS）の一社提供。放送時間は毎週日曜 22:30 - 23:00（JST）。
この項目では、1984年10月7日から1986年9月28日まで、同局から同様に全国ネット放送された後継番組『音楽の旅はるかII』についても記す（こちらもステレオ放送）。
オリジナルの第1期は、毎日放送（MBS）と松山善三プロダクションで、第2期である「～Ⅱ」は、MBSとオフィス・トゥー・ワン又はメイスンとの、各々共同制作で作られた。

## 概要
同日曜22:30枠では『あじのある旅』『もうひとつの旅』と続けて旅番組（紀行番組と旅番組は明確な線引きがないジャンル同士ではあるが、この2番組については旅番組として記している）が放送されていたが、この番組で音楽を中心に据えた紀行番組へと路線変更され、音楽家の團伊玖磨を企画担当者に据えてスタートした。内容は、毎週著名人が目的地まで旅をして現地の演奏家と接触したり、音楽にゆかりのある地を訪れたりする様子を放送するというものであった。

## スタッフ
- 企画：團伊玖磨
- 制作：毎日放送、松山善三プロダクション／オフィス・トゥー・ワン／メイスン（IIのみと思われる[なぜ?]）

## オリジナル放送終了後の番組放映について
- 毎日放送でのオリジナル放送終了後、同番組は、放送番組センターから、系列を問わない放送局向けの番組販売が行われ、これにより、tvkテレビ等へ放映履歴がある。
- 伊予テレビ（現；あいテレビ）では、開局直前のサービス放送において月曜 - 金曜の8:00 - 8:30に放送していた。

## テーマ曲

### オリジナルの第1期
- オープニング：ジャン・シベリウス作曲「カレリア組曲」より、第3曲：行進曲風に（アラ・マルチャ）
- エンディングテーマについては、特に設けられていない。

### 第2期（「音楽の旅はるかII」）
いずれも、THE SQUAREによる演奏で、彼らの1984年発表のアルバム『STARS AND THE MOON』に収録されている。 
- オープニング：「OVERNIGHT SENSATION」
- エンディング：「MAYBE I'M WRONG」

## 書籍
- 音楽の旅はるか 1 （團伊玖磨、日本交通公社、1983年）
- 音楽の旅はるか 2 （團伊玖磨、日本交通公社、1983年）
- 音楽の旅はるか 3 （團伊玖磨、日本交通公社、1984年）